# Otemachi Nomura Building
L'Otemachi Nomura Building (大手町野村ビル) est un gratte-ciel construit à Tokyo en 1994 dans l'arrondissement de Chiyoda-ku
L'immeuble qui abrite des bureaux mesure 138 mètres de hauteur pour 27 étages
Il a été conçu par les architectes de la société Taisei Construction